# Bertula fulgurata
Bertula fulgurata là một loài bướm đêm trong họ Erebidae.